# Marcello Malpighi
Marcello Malpighi, född 10 mars 1628 i Crevalcore i Bologna, död 29 november 1694 i Rom, var en framstående italiensk forskare inom anatomi, en av de första att förstå mikroskoperingens möjligheter, och grundare av den komparativa fysiologin.

## Biografi

Opera omnia, 1687

Marcello Malpighi studerade vid universitetet i Bologna, blev medicine doktor 1653, och tre år senare fick han en professur där. Samma år inrättade universitetet i Pisa en professur särskilt för honom och han flyttade då dit, men flyttade ofta de följande åren för att sedan hamna vid universitetet i Messina. 1691 blev han påven Innocentius XII:s livläkare, samt undervisade vid det påvliga universitetet i Rom. Han knöt kontakter med brittiska Royal Society, vid vilkens tidskrift han publicerade de flesta av sina forskningsresultat. 1667 blev han medlem där.
Bland Malpighis på sin tid många häpnadsväckande upptäckter var hudens pigmentering, och han utvecklade embryologin avsevärt genom att han jämförde fosterutveckling mellan olika djurarter. Genom att jämföra djurarters anatomi kunde han dra slutsatsen att insekter inte andas med lungor, utan med små hål i huden. Histologin ser honom som sin grundare, varför flera kroppsdelar är uppkallade efter honom.

## Eftermäle
Asteroiden 11121 Malpighi är uppkallad efter honom.